# Diana Rotaru
Diana Rotaru (n. 24 septembrie 1981, București) este o compozitoare română de muzică cultă contemporană. Este fiica compozitoarei Doina Rotaru.